# 雨に泣いてる…
「雨に泣いてる…」（あめにないてる…、英語: Weeping In The Rain）は、日本のロックバンドである柳ジョージ&レイニーウッドが、1978年12月1日にリリースした通算4枚目のシングルである。

## 解説
原曲は、1978年に発売されたアルバム『Weeping In The Rain』に収録されている「WEEPING IN THE RAIN」を日本語詞に変更してシングルカットされた作品で、萩原健一主演のフジテレビ系ドラマ『死人狩り』の主題歌に使用された。

## 収録曲
| 全編曲: レイニーウッド、ストリングスアレンジ: 井上堯之。 |                                        |            |            |      |
| #                                                        | タイトル                               | 作詞       | 作曲       | 時間 |
| 1.                                                       | 「雨に泣いてる…」(Weeping In The Rain) | 柳ジョージ | 柳ジョージ | 4:18 |
| 2.                                                       | 「少年の日」                           | 東海林良   | 上綱克彦   | 4:32 |
| 合計時間:                                                | 合計時間:                              | 合計時間:  | 合計時間:  | 8:50 |

## カバー
| 曲名          | アーティスト         | 収録作品              | 発売日        | 規格品番               | 備考                                                   |
| ------------- | -------------------- | --------------------- | ------------- | ---------------------- | ------------------------------------------------------ |
| 雨に泣いてる… | 柳ジョージ           | 『BURNING』           | 1996年9月4日  | MVCD-36                | 「雨に泣いてる (BURNING VERSION)」としてセルフカバー。 |
| 雨に泣いてる… | 鈴木聖美             | 『RADIO STAR HEROES』 | 2012年9月26日 | TECG-24067             | 柳ジョージとのデュエット。                             |
| 雨に泣いてる… | クレイジーケンバンド | 『好きなんだよ』      | 2021年9月8日  | UMCK-7135 (初回限定盤) |                                                        |
| 雨に泣いてる… | クレイジーケンバンド | 『好きなんだよ』      | 2021年9月8日  | UMCK-7136 (初回限定盤) |                                                        |
| 雨に泣いてる… | クレイジーケンバンド | 『好きなんだよ』      | 2021年9月8日  | UMCK-1696 (通常盤)     |                                                        |